# Dibusz Éva
Dibusz Éva (Naszvad, 1953. február 23. –) magyar rádióbemondó, műsorvezető, tanár.

## Életpályája
Az egykori Csehszlovákiában, Naszvadon született. Kétnyelvű szlovák-magyar osztályban érettségizett, majd az Eötvös Loránd Tudományegyetem bölcsész karán, magyar-népművelés szakon diplomázott. 

„Óvónéninek tanultam Léván, majd egyetemre jártam Budapesten…”

 Tanulmányi évei alatt versmondással is foglalkozott, tagja volt az Egyetemi Színpadnak. Szakdolgozatát a versbeszéd fonetikájáról írta.

„…népművelői gyakorlaton voltam a rádióban, ahol éppen bemondót kerestek…”

1980-ban mesélte magáról:

„Egy szép napon elhatároztam: megpróbálom! Jelentkeztem a rádióbemondó-meghallgatásra. Kétszeri szűrőn átesve, gyakornok lettem, majd egy évnyi intenzív tanulás után – akkoriban lettem magyar állampolgár – végül is felvettek a Rádió bemondói közé. Noha anyanyelvem magyar, szlovák nyelvből államvizsgáztam Budapesten. Egy ideig ez a nyelvtudás megélhetést is nyújtott számomra: fordítottam. A tanulásnak persze nincs és nem is lehet vége. A rádióbeli szakmai tanfolyamokon sosem kerül le a napirendről a stílus (és főleg a hírolvasó stílus), a beszédtechnika, ritmus és a hangsúly gyakorlása. Az ellenőrző magnó minden bemondói szöveget rögzít, s a felvétel visszahallgatása lehetőséget ad az elemzésre. Ezen kívül – mondanom sem kell – nyelveket is kell tanulni. Most az angol nyelvvel ismerkedem. Nagyon szeretem a munkámat, s nemcsak azért, mert gyermekkori álmom valósult meg, hanem azért is, mert a műsorbeli jelenlét, az odafigyelés izgalmát igen vonzónak találom.”

1979. novemberétől Mohai Gáborral együtt nevezték ki rádióbemondónak. A Magyar Rádióban tizenhét évig szolgálta a hallgatókat. Ebből több éven keresztül szerdánként Pintér Dezső műsorvezető mellett a Kossuth Rádió Jó reggelt! című műsorában dolgozott, hírolvasó bemondóként. A Petőfi Rádióban a népszerű hétfői kívánságműsort vezette Molnár Dániellel. Az újonnan felvett rádióbemondókat, gyakornokokat is tanította.

„Hajtott az alkotókedv, és gondoltam, más területen is kipróbálom magam. Hívtak a Juventus Rádióhoz. Hat évig hírigazgatóként dolgoztam.”

 Ezután szabadúszóként dolgozott, szinkronstúdiókban narrátori munkákat végzett, műsorvezetést vállalt, valamint több helyen beszédtecnikát és kommunikációs ismeretek tanított. 2008-ban több mint három évtizedes bemondói és műsorvezetői munkájáért, a beszédművelés terén végzett sokoldalú tevékenysége valamint a TV2 beszédtechnika tanári munkássága elismeréseként a Magyar Köztársasági Érdemrend lovagkeresztje kitüntetést vehette át.

## Rádiós munkáiból
- Jó reggelt! (Kossuth Rádió)
- Kettőtől ötig ― A Rádió kívánságműsora (Petőfi Rádió)
- Éjféltől-hajnalig a Petőfi adón